# Ave Imperator, morituri te salutant

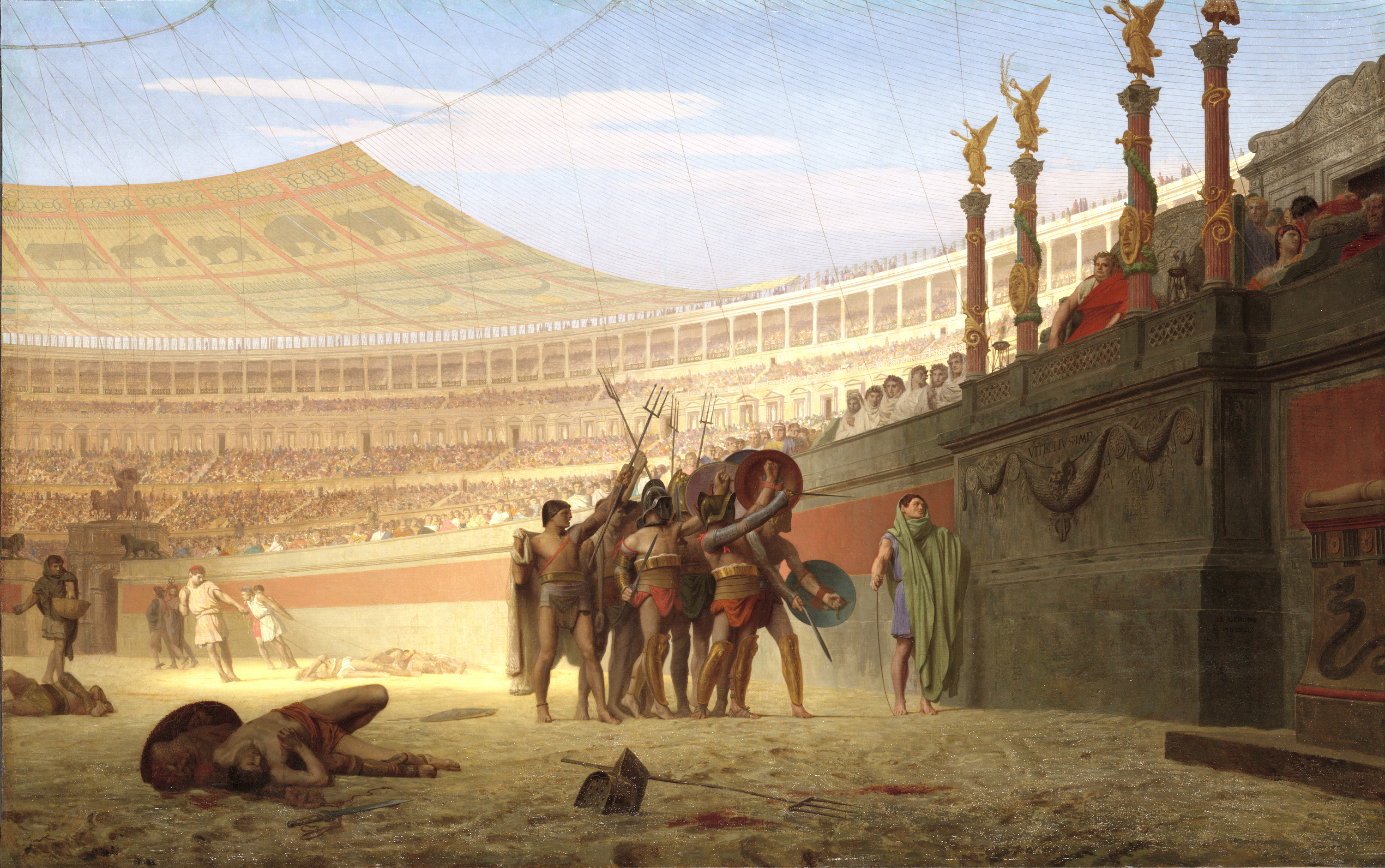
Ave Caesar Morituri te Salutant, av Jean-Léon Gérôme (1859). Gladiatorer hälsar Vitellius

"Ave Imperator, morituri te salutant" (på svenska ofta översatt med "Hell dig kejsare, de åt döden vigda hälsa dig", men det finns många varianter på temat) är en välkänd latinsk fras som återges i Suetonius, De Vita Caesarum ("Kejsarnas liv") Uttrycket yttrades av fångar, som var dömda att dö under ett arrangerat sjöslag (naumachia) år 52 e.Kr. på Fucinus lacus innan denna sjö tömdes, till den närvarande kejsar Claudius. Suetonius berättar att Claudius svarade "Aut non" ("Eller inte"). Suetonius skriver:
Quin et emissurus Fucinum lacum naumachiam ante commisit. Sed cum proclamantibus naumachiariis: "Have imperator, morituri te salutant!" Respondisset: "Aut non," neque post hanc vocem quasi venia data quisquam dimicare vellet, diu cunctatus an omnes igni ferroque absumeret, tandem e sede sua prosiluit ac per ambitum lacus non sine foeda vacillatione discurrens partim minando partim adhortando ad pugnam compulit.

Innan han tömde sjön Fucinus arrangerade han ett naumachia. Men när kombattanterna ropade "Hell Kejsare, de som skall dö hälsar dig" svarade han "Eller inte", och därefter vägrade alla att strida eftersom de ansåg att de blivit benådade, varpå han tvekade länge om han skulle förgöra dem med eld och stål, slutligen hoppade han upp från tronen och raglade motbjudande fram och tillbaka längs sjöns strand, ömsom tvingande, ömsom bedjande dem att fortsätta striden. 

Även Cassius Dio, en romersk konsul som skrev på grekiska, nämner yttrandet och händelsen: χαῖρε, αὐτοκράτορ· οἱ ἀπολούμενοί σε ἀσπαζόμεθα (Khaîre, autokrátor; hoi apoloúmenoí se aspazómetha). Betydelsen är likvärdig med Suetonius citat på latin, bortsett från att Cassius använder första person pluralis ("vi" = (salut)amus) och Suetonius tredje person pluralis ("de" = (salut)ant).
En tredje redogörelse av det arrangerade sjöslaget ges av Tacitus, som dock ej nämner yttrandet eller incidenten alls.
Varken Suetonius (f. år 75), Cassius Dio (f. ca 150) eller Tacitus (f. ca 55) var samtida med händelsen (år 52 e.Kr.), vilket i bästa fall innebär att det bara är en andrahandsuppgift. 
Andra lydelser är Ave Caesar ("Hell Caesar") och nos morituri te salutamus ("vi som skall dö hälsar dig"). I upplagor av Suetonius från 1400-talet och framåt kan även svaret "Avete vos" (ungefär: "vi hälsar er" , men även "farväl" eller "ha det bra") återfinnas.
Trots dess popularisering i senare tider finns frasen inte återgiven i något annat sammanhang i den romerska historien och det är tveksamt om det någonsin varit en sedvanlig hälsning. Det förefaller mer troligt att det var en enstaka framställan av desperata dödsdömda, som noterats av romerska historiker för den ovanliga massbenådningen av de överlevande.